# 8va
У музичким партитурама често можемо наићи на ознаку за октавну транспозицију (фр. ligne d'octave) у вишу или нижу октаву која се пише: 8 или 8va.

## Правила при писању ознаке8va
1. Ако се ознака 8, 8va или 8va sopra налази изнад нота, онда их треба транспоновати за октаву више:
- Пише се:        Изводи се:

2. Ако се ознака 8, 8va или 8va bassa (итал. bassa = дубока, ниска) налази испод нота, онда их треба транспоновати за октаву ниже:
- Пише се:        Изводи се:

| Напомена. | Део предвиђен за октавну транспозицију означава се прво бројем 8 или 8va, па цртицама и угластом заградом. |

3. Некада се завршетак важења знака за октавну транспозицију обележава речју loco (лат. locō, итал.  = на месту), што значи да треба извести како је написано:
- Пише се:        Изводи се:

## Ознакаcoll'8va
Ознака coll' 8va (collа 8va ) значи да нотни материјал треба транспоновати са удвојеном октавом (горњом или доњом, у зависности где се ознака постави, изнад или испод нота):
- Пише се:        Изводи се:

## Ознаке15maи15mb
Број 15 или 15ma и цртице са угластим граничником је музичка скраћеница (абревијатура) која се пише изнад нотног система и значи да написане тонове треба извести две октаве више:
Пише се:        Изводи се: 
Ако је пак број 15 или 15mb смештен испод нотног система, то говори да тонове треба изводити две октаве ниже:
Пише се:        Изводи се: 